# Co děláme v temnotách
Co děláme v temnotách (anglicky What We Do in the Shadows) je novozélandský mockumentární komediální hororový film z roku 2014 vytvořený Jemainem Clementem a Taikou Waititi, kteří ztvárnili i hlavní role. Film sleduje čtyři upíry, kteří spolu žijí v pronajatém bytě ve Wellingtonu a řeší různé problémy.
Film posloužil jako předloha ke stejnojmennému seriálu Co děláme v temnotách (2019) společnosti FX, který ovšem na film nijak dějově ani postavami nenavazuje.

## Natáčení
Myšlenka k natočení filmu vznikla už v roce 2005, kdy podle autorů „nikdo nedělal žádné filmy o upírech... byl to perfektní čas udeřit. A pak nám to zabralo 7 let.“
Ačkoliv Jemaine Clement a Taika Waititi napsali 150 stran scénáře, rozhodli se ho nikomu ze štábu neukázat, aby byl výsledek více spontánní. Například pouze nastínili, o čem bude následující scéna.
Celkem bylo natočeno okolo 125 hodin materiálu, následné stříhání zabralo štábu rok, výsledný film má 86 minut.

## Děj
Štáb dokumentaristů sleduje 4 upíry, Viaga, Vladislava, Deacona a Petyra, kteří žijí ve společném bytě ve Wellingtonu. Postupně se seznamujeme s jejich historií a nadpřirozenými schopnostmi. Řeší běžné problémy, například s mytím nádobí, úklidem, policií a vlkodlaky. V noci se pak vydávají do ulic Wellingtonu, aby si obstarali něco k snědku.
Deaconova lidská společnice Jackie, která mu zařizuje různé denní obchůzky, je pověřena, aby do jejich bytu přivedla k večeři nějaké panny a panice. Jackie přivede svoji neoblíbenou spolužačku ze školy a svého ex-přítele Nicka. Během večeře je Jackieina spolužačka zabita. Nick se snaží dostat z domu ven, ale je chycen Petyrem, který ho promění v upíra.
Nick s nimi začne trávit více času, ale není moc oblíbený, mimo jiné proto, že všem říká, že je upír, což do domu přiláká lovce upírů, který způsobí Petyrovu smrt. Nick představí upírům svého lidského kamaráda Stua, který to umí s počítači, ten pak naučí upíry používat moderní technologie. Stu si získá u upírů přízeň a ti se dohodnou, že Stu se jíst nebude.
Za několik měsíců jsou upíři pozvání na velkou společenskou událost pro nadpřirozené bytosti –⁠ Unholy Masquerade, kam si Nick přivede Stua, aniž by domyslel následky. Upíři se snaží uchránit Stua před snězením ostatními účastníky, ale na útěku narazí na partu vlkodlaků, kteří Stua zraní. Upíři utečou a truchlí, v domnění, že Stu zemřel.
Za nějakou dobu se do domu vrátí Nick se Stuem, který vlkodlačí útok přežil a sám byl proměněn na vlkodlaka. Upíři a vlkodlaci se přes počáteční nevraživost spřátelí.
Po titulkách následuje scéna, kde se Deacon snaží zhypnotizovat diváky, aby zapomněli na vše, co právě viděli.

## Postavy

### Hlavní
- Viago (Taika Waititi) –⁠ 379 let, upír s německým přízvukem, dandy, pedant, romantik; Waititi se při hraní inspiroval vlastní matkou[7]
- Vladislav the Poker (Vladislav Napichovač) (Jemaine Clement) –⁠ 862 let, staromódní středověký upír, dříve docela tyran; Clement se inspiroval výkonem Garho Oldmana v Drákulovi[7]
- Deacon (Jonathan Brugh) –⁠ 183 let, vzpurný, mladicky rozverný upír, má rád háčkování a provozování erotického tance, za 2. světové války byl členem nacistické upíří armády
- Petyr (Ben Fransham) –⁠ 8 000 let, upír, rezervovaný, málomluvný; vizuálně podobný upírovi Nosferatu
- Nick (Cori Gonzalez-Macuer) –⁠ dříve člověk, poté přeměněn Petyrem na upíra
- Stu (Stu Rutherford) –⁠ člověk, Nickův nejlepší kamarád, umí to s počítači

### Vedlejší
- Jackie (Jackie van Beek) –⁠ člověk, Deaconova společnice, touží se stát upírkou
- Anton (Rhys Darby) –⁠ vůdce vlkodlačí smečky
- Katherine Heimburg (Ethel Robinson) –⁠ Viagova životní láska
- Pauline (Elena Stejko) –⁠ ex-přítelkyně Vladislava
- Julian (Jason Hoyte) –⁠ nový přítel Pauline
- Strážnice O'Leary (Karen O'Leray) –⁠ policistka, přivolána na kontrolu do upířího domu
- Strážník Minogue (Mike Minogue) –⁠ policista, kolega strážnice O'Leary

## Související tvorba
K filmu vzniklo několik doprovodných materiálů:
- What We Do in the Shadows: Interviews with Some Vampires (2005) –⁠ předloha pro celovečerní film, 30 minut
- Vampire's Guide to Vellington (2014)[8] –⁠ Viago představuje město Wellington, 2 minuty
- Dating 101 with Viago (2014)[9] –⁠ spolupráce s online seznamkou FindSomeone, zakládání profilu s Viagem, 2 minuty

### Spin-offy
- Wellington Paranormal (2016) –⁠ seriál s policisty O´Leary a Minogue
- Co děláme v temnotách (2019) –⁠ seriál o jiných upířích spolubydlících v USA